# Har Timna‘
Har Timna‘ (hebreiska: הר תמנע) är ett berg i Israel.   Det ligger i distriktet Södra distriktet, i den södra delen av landet. Toppen på Har Timna‘ är 407 meter över havet, eller 80 meter över den omgivande terrängen. Bredden vid basen är 1,2 km.
Terrängen runt Har Timna‘ är kuperad västerut, men österut är den platt.Runt Har Timna‘ är det ganska glesbefolkat, med 21 invånare per kvadratkilometer. Trakten runt Har Timna‘ är ofruktbar med lite eller ingen växtlighet.